# José Loureiro Sellés
José Loureiro Sellés (fusilado el 23 de julio de 1936) fue un militar español.

## Biografía
A comienzos de 1936, Loureiro ostentaba el rango de comandante de artillería y estaba al frente de la Maestranza de artillería en Sevilla. Tras las elecciones de febrero de ese año, el gobierno del Frente Popular le nombró comandante de las Fuerzas de Seguridad y Asalto en la capital hispalense, cargo que asumió el 27 de febrero. De hecho, con el tiempo Loureiro se acabó convirtiendo en el único mando militar de Sevilla en el que podía confiar plenamente el gobierno republicano.
Cuando se produjo la sublevación militar en Sevilla, Loureiro y sus hombres se mantuvieron fieles. El comandante Loureiro se encontraba en el gobierno civil, junto al gobernador José María Varela Rendueles. Sin embargo, las fuerzas lideradas por Queipo de Llano se acabaron imponiendo y después de cañonear el edificio, Varela y Loureiro se rindieron. El 23 de julio Loureiro Sellés fue fusilado, junto a varios de sus oficiales.